# Great Brickhill
Great Brickhill è un villaggio e parrocchia civile dell'Inghilterra, appartenente alla contea del Buckinghamshire.

## Origine del nome
Il nome del villaggio è un composto di origine brittonica e anglosassone, come accade comunemente in questa parte del Paese. Il termine brittonico breg significa "collina", e hyll in anglosassone ha lo stesso significato.  Nel Domesday Book del 1086 l'abitato era registrato come Brichelle.  L'aggettivo "Great" venne aggiunto nel XII secolo per distinguerlo dai vicini villaggi di Bow Brickhill e Little Brickhill.